# José Marante
José Manuel Marante, detto Perico (Buenos Aires, 27 febbraio 1915 – Buenos Aires, 27 agosto 1993), è stato un calciatore e allenatore di calcio argentino, di ruolo difensore che ha giocato per quasi tutta la sua carriera al Boca Juniors, il club dove ha vinto quattro titoli ed è stato un grande idolo.

## Caratteristiche tecniche
Fu un marcatore centrale destro duro, rapido, tecnico e con grande temperamento.

## Carriera

### Club
José Manuel Marante fu componente della storica formazione del Boca Juniors bicampione del 1943 e 1944 oltre che di quella dei titoli del 1934, 1935 e 1940. Lasciò il Boca nel 1939 per problemi contrattuali ma dopo un anno al Ferro Carril Oeste vi ritornò per giocarvi 11 campionati consecutivi. Smise, tuttavia, di giocare con la maglia uruguagia del Defensor Sporting.

### Nazionale
Con la propria selezione nazionale raccolse 9 presenze tra il 1945 e il 1947 vincendo la Coppa America nel 1947.

## Palmarès

### Club

#### Competizioni nazionali
- Campionato argentino: 5

Boca Juniors: 1934, 1935, 1940, 1943, 1944

### Nazionale
- Campeonato Sudamericano de Football: 2

Argentina 1946, Ecuador 1947